# Yong’an
Yong’an (chiń. upr. 永安区; chiń. trad. 永安區; pinyin Yǒng’ān qū; Wade-Giles Yung-an ch’ü) – dzielnica (chiń. 區, qū) w rejonie Gangshan miasta wydzielonego Kaohsiung na Tajwanie. 
23 czerwca 2009 komitet przy Ministrze Spraw Wewnętrznych Republiki Chińskiej zarekomendował scalenie dotychczasowego powiatu Kaohsiung (chiń. trad. 高雄縣; pinyin Gāoxióng xiàn) i miasta wydzielonego Kaohsiung (chiń. trad. 高雄直轄市; pinyin Gāoxióng zhíxiáshì) w jedno miasto wydzielone; wszystkie gminy wiejskie (chiń. 鄉, xiāng), jak Yong’an, miejskie oraz miasta wchodzące w skład powiatu zostały przekształcone w dzielnice (chiń. 區, qū). Ustawa weszła w życie 25 grudnia 2010 roku.
Populacja dzielnicy Yong’an w 2016 roku liczyła 14 039 mieszkańców – 6979 kobiet i 7060 mężczyzn. Liczba gospodarstw domowych wynosiła 5745, co oznacza, że w jednym gospodarstwie zamieszkiwało średnio 2,44 osób.

## Demografia (2011–2016)
| Rok  | Liczba ludności | Gęstość zaludnienia | Kobiety | Mężczyźni | Gospodarstwa domowe |
| ---- | --------------- | ------------------- | ------- | --------- | ------------------- |
| 2011 | 14 106          | 623                 | 6938    | 7168      | 5805                |
| 2012 | 14 129          | 624                 | 6975    | 7154      | 5829                |
| 2013 | 14 138          | 625                 | 7021    | 7117      | 5828                |
| 2014 | 14 148          | 625                 | 7041    | 7107      | 5806                |
| 2015 | 14 152          | 625                 | 7055    | 7097      | 5743                |
| 2016 | 14 039          | 620                 | 6979    | 7060      | 5745                |